# Patientenarmband

Armband mit Strichcode

Ein Patientenarmband ist ein Mittel zur fehlerfreien und sicheren Identifizierung von pflegebedürftigen Personen während eines stationären Aufenthaltes, etwa im Akutkrankenhaus oder im Pflegeheim und damit Bestandteil des Qualitätsmanagements. Im Krankenhaus kann der Patient das Armband ab dem Zeitpunkt seiner Aufnahme tragen, in der Folge kann beispielsweise die Gefahr der Verwechslung von zu operienden Patienten minimiert werden.
Verstorbene Patienten erhalten zur Identifizierung einen Fußzettel.

## Stand der Technik
Patientenarmbänder sind Stand der Technik, aber in der Mehrheit der Krankenhäuser beispielsweise in Deutschland nicht Stand der Praxis. Soweit nicht alle Patienten allen Mitarbeitern persönlich bekannt sind, birgt das ein erhebliches Risiko. Damit versäumt der Betreiber eine wichtige Pflicht des sicheren Betreuens des Patienten nach §137 SGB V und nach SGB X.

### Optische Kennzeichen
Das Armband besteht mindestens aus einem um das Handgelenk geschlungenen Kunststoffstreifen, der mindestens eine Nummer und gegebenenfalls weitere Angaben über den Träger bereithält. Diese können in Form von aufgedrucktem Klartext und Strichcodes oder anders digitalisiert vorliegen. Im einfachsten Fall besteht der Datensatz nur aus Name, Geburtsdatum und Fallnummer des Patienten, entsprechend den Aufdrucken der üblicherweise verwendeten Klebeetiketten auf Patientenakte und sonstigen Datenblättern. Auch ein Foto des Patienten kann darauf enthalten sein.

### Elektronische Kennzeichen
Besonders umfangreiche Möglichkeiten des schnellen Informationszugriffs bieten Patientenarmbänder mit per Funk auslesbaren RFID-Chips, die es einem befugten Leser erlauben, per Datenbankzugriff einen kompletten Überblick über Untersuchungsergebnisse, Therapieanweisungen und sonstige Patientendaten in der elektronischen Patientenakte zu erhalten. Des Weiteren können automatische Überwachungssysteme Alarm geben, wenn ein Patient einer nicht angegebenen Behandlung zugeführt werden soll, unautorisiert die für ihn vorgesehenen Aufenthaltsbereiche verlässt oder falsche Medikamente erhält. Da diese Funktionen immer die Möglichkeit in sich bergen, die Persönlichkeitsrechte des Patienten (informationelle Selbstbestimmung) zu berühren, unterliegen elektronische Patientenarmbänder mit RFID den datenschutzrechtlichen Bestimmungen.